# Ольме
Ольме́ (фр. Haulmé) — коммуна во Франции, находится в регионе Шампань — Арденны. Департамент коммуны — Арденны. Входит в состав кантона Монтерме. Округ коммуны — Шарлевиль-Мезьер.
Код INSEE коммуны — 08217.
Коммуна расположена приблизительно в 210 км к северо-востоку от Парижа, в 105 км севернее Шалон-ан-Шампани, в 12 км к северо-востоку от Шарлевиль-Мезьера.

## Население
Население коммуны на 2008 год составляло 82 человека.
| 1962 | 1968 | 1975 | 1982 | 1990 | 1999 | 2008 |
| ---- | ---- | ---- | ---- | ---- | ---- | ---- |
| 110  | 115  | 108  | 93   | 86   | 84   | 82   |

## Экономика
В 2007 году среди 44 человек в трудоспособном возрасте (15—64 лет) 31 были экономически активными, 13 — неактивными (показатель активности — 70,5 %, в 1999 году было 60,4 %). Из 31 активных работали 29 человек (16 мужчин и 13 женщин), безработными были 2 женщины. Среди 13 неактивных 2 человека были учениками или студентами, 7 — пенсионерами, 4 были неактивными по другим причинам.

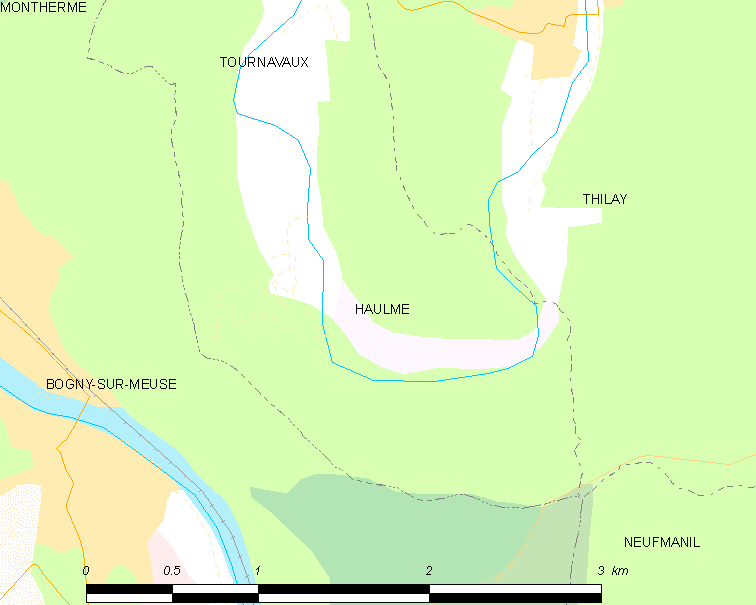
Карта коммуны